# 蓬圣皮埃尔
蓬圣皮埃尔（法語：Pont-Saint-Pierre，法語發音：[pɔ̃ sɛ̃ pjɛʁ]）是法国厄尔省的一个市镇，位于该省北部偏东，属于莱桑德利区。

## 地理
蓬圣皮埃尔（49°20'7"N, 1°16'30"E）面积6.9 平方千米，位于法国诺曼底大区厄尔省，该省份为法国北部内陆省份，北起滨海塞纳省，西接奧恩省和卡爾瓦多斯省，南至厄尔-卢瓦省，东临瓦兹省、瓦兹河谷省和伊夫林省。
与蓬圣皮埃尔接壤的市镇（或旧市镇、城区）包括：昂代勒河畔杜维尔、弗利普、拉德蓬、昂代勒河畔罗米伊。

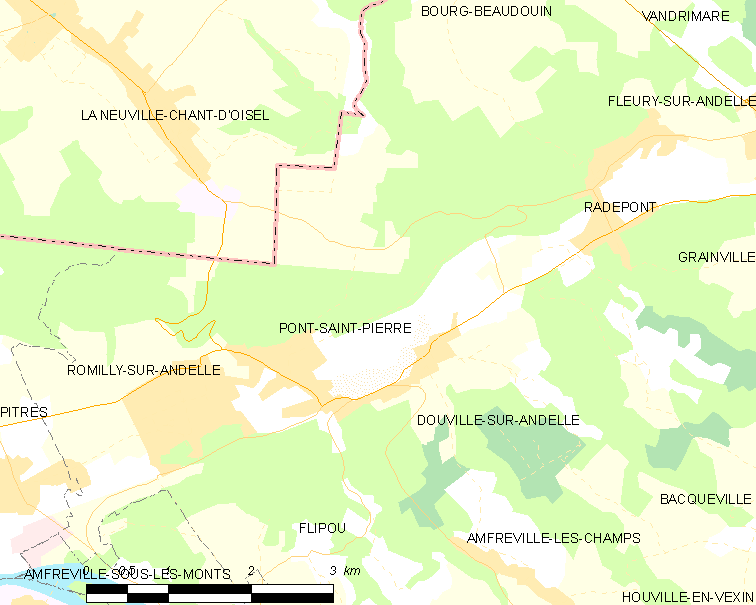
蓬圣皮埃尔的OSM定位图

蓬圣皮埃尔的时区为UTC+01:00、UTC+02:00（夏令时）。

## 行政
蓬圣皮埃尔的邮政编码为27360，INSEE市镇编码为27470。

## 政治
蓬圣皮埃尔所属的省级选区为昂代勒河畔罗米伊县。

## 人口

1962-2008年间蓬圣皮埃尔人口变化图示

蓬圣皮埃尔于2022年1月1日时的人口数量为1137人。